# Сезон 2015 РСКГ
Сезон 2015 Российской серии кольцевых гонок (РСКГ) стал вторым сезоном Чемпионата и Кубка России, проводимым именно под этим названием и 23-м сезоном розыгрыша Чемпионата России по кольцевым автомобильным гонкам вообще.
Алексей Дудукало досрочно стал Чемпионом России в классе «Туринг» за три гонки до завершения сезона, став тем самым десятикратным чемпионом России по автомобильным кольцевым гонкам. Он же стал чемпионом в дебютном сезоне российской серии TCR. Обладателем Кубка России в классе «Суперпродакшн» стал Максим Чернёв, завоевав первую победу для автомобиля «Субару» в российских кольцевых гонках. Дмитрий Брагин стал лучшим гонщиком сразу в двух классах — «Туринг-Лайте» и «Национальном». В дебютном розыгрыше Первенства СМП РСКГ в классе «Национальный-Юниор» победу одержал Глеб Кузнецов.
Трансляции всех гонок сезона в прямом эфире вёл канал «Авто-24», обзоры заездов показывал телеканал «Спорт».

## Изменения в регламенте
Формат проведения соревнований претерпел некоторые изменения. По прежнему заезды проводились в четырёх классах автомобилей — звание Чемпиона России разыгрывалось в классах «Туринг» и «Туринг-Лайт», Кубок России разыгрывался в классах «Суперпродакшн» и «Национальный». Данные классы различались уровнем подготовки машин. С 2015 года в рамках «Национального» дополнительно стали проводить Первенство России «Национальный-Юниор» среди гонщиков в возрасте 14-17 лет, а также среди автомобилей, по техническим требованиям соответствующих международному классу TCR, стали проводить «Российскую серию TCR» (автомобили класса TCR соответствуют российскому классу «Туринг»). Участники на автомобилях менее массовых, но более быстрых классов «Туринг» и «Суперпродакшн» по-прежнему выступали в едином заезде «Объединённый 2000», а вот гонщики «Туринг-Лайта» и «Национального» начиная с этого года стали выступать в отдельных заездах, а не в одном «Объединённом 1600», как раньше. Первенство «Национальный-Юниор» не будет разыгрываться на этапах 3 и 6, а стоимость участия в нём значительно ниже, чем в классическом «Национальном».
Изменения коснулись и системы начисления очков. Вместо крайне запутанной предыдущей системы, стала применяться та, которую использует большинство международных соревнований, включая Формулу-1 и Чемпионат мира по турингу. Победитель стал получать 25 очков, обладатель 10 места — одно очко, также по одному баллу получает обладатель поул-позиции и быстрого круга в гонке. Кроме того, теперь при вычислении итогов сезона стали учитывать все гонки сезона, в то время как раньше результаты двух худших гонок не учитывали. На финальном этапе начисляются очки с коэффициентом 1,5. При этом, если в классе принимает участие менее шести гонщиков, этап считается несостоявшимся и очки не начисляются.
| Место на финише         | 1    | 2  | 3    | 4  | 5  | 6  | 7 | 8 | 9 | 10  | ПП  | БК  |
| ----------------------- | ---- | -- | ---- | -- | -- | -- | - | - | - | --- | --- | --- |
| Количество очков        | 25   | 18 | 15   | 12 | 10 | 8  | 6 | 4 | 2 | 1   | 1   | 1   |
| На заключительном этапе | 37,5 | 27 | 22,5 | 18 | 15 | 12 | 9 | 6 | 3 | 1,5 | 1,5 | 1,5 |

Изменения коснулись продолжительности заездов, дистанция первой гонки осталась 50 километров (старт с хода), а дистанция второй увеличилась до 60 километров (старт с места). Для класса «Национальный-Юниор» продолжительность первого заезда — 25 километров (или 20 минут, в зависимости от того, что наступит раньше), второго заезда — 30 километров или 25 минут. Старт в первой гонке даётся согласно местам, показанным в квалификации, во второй — согласно порядку финиша в первой гонке, по реверсивной системе, в которой первая десятка финишировавших стартует в обратном порядке (победитель первой гонки стартует десятым во второй и т. д.). Аналогичная схема применялась и ранее, однако на старте второй гонки переворачивали не десять первых мест, а шесть. Квалификация с 2015 года состоит из одного 20-минутного заезда (раньше 6 лучших участников первой части квалификации попадали во вторую часть, где и разыгрывались первые шесть стартовых мест).
Первые гонки этапа теперь всегда проводятся в субботу, вторые — в воскресенье, для каждой отдельной гонки этапа (а не для каждого этапа) отдельно начисляется весовой гандикап (дополнительный балласт, которым нагружают самых быстрых гонщиков, чтобы уравнять шансы участников).
С сезона 2015 считается, что обгон состоялся, если передняя часть обгоняющего автомобиля поравнялась с задней осью обгоняемого автомобиля.
Введено наказание «проезд через пит-лейн». Отбывать наказание с этого года нельзя, если на трассе находится автомобиль безопасности.
Технический регламент в классах «Туринг-Лайт» и «Национальный» был заморожен на сезоны 2015—2016, чтобы участники могли строить автомобили как минимум на два года, не боясь изменений регламента.

## Команды и пилоты

### Изменения в составах
Команда Lada в конце 2014 года прекратила сотрудничество с компанией «Лукойл» и в российском и в мировом первенствах, в итоге в РСКГ появились две независимые команды: Lada Sport Rosneft на новейшей модификации Lada Kalina NFR выступает в классе «Туринг-Лайт» силами Дмитрий Брагина и Михаила Митяева, а команда «Лукоил Рейсинг» в 2015 году использует автомобили Seat Leon Racer категории TCR в классе «Туринг». За команду выступают Рустам Акиниязов, Роман Голиков и Алексей Дудукало.
Команда ПСМ-Team80 усилила участие в «Туринг-Лайте». Теперь команда выставила два автомобиля Kia Rio, за рулём одного из них первые два этапа проехал действующий чемпион европейского туринга и победитель гонки звёзд «За рулём» Николай Карамышев, а начиная с четвёртого этапа его сменил Василий Кричевский. Кроме того, команда перестроила автомобиль «Лада Приора» под требования класса «Суперпродакшн» (ранее он выступал в «Туринге»).
Команда A.M.G.Motorsport полностью сменила состав — чемпион Михаил Грачёв перешёл в международную серию TCR, Артём Кабаков — в североевропейскую Формулу-4. Вместо них команду представляют Виталий Ларионов и Антон Бадоев.
На втором этапе впервые в классе «Туринг» дебютировал автомобиль Renault Clio Андрея Артюшина. До этого гонщик на этом же шасси выступал в классе «Суперпродакшн», а в сезоне 2015 он планировал выступать в «Туринге» на Renault Megane российской подготовки, соответствующем требованиям TCR, но данный автомобиль был готов лишь к шестому этапу. Чтобы не терять очки в «Туринге», команда Ralf-Car Team заявила Renault Clio также в класс «Туринг».
Максим Чернёв продолжил выступления на автомобиле Subaru BRZ, подготовленном известной по выступлениям в ралли командой «Успенский Ралли Техника», но в этом сезоне автомобиль был заявлен уже в категорию «Суперпродакшн», для которой он и строился. С московского этапа состав команды пополнился ещё двумя гонщиками — Ефимом Гантмахером и Вадимом Мещеряковым.
Во время пресс-конференции на шестом этапе о своём желании выступить на заключительном этапе в классе «Национальный» заявил экс-пилот Формулы 1 Мика Сало, которому команда B-Tuning предоставила для этого автомобиль Volkswagen Polo Sedan.

### Заезд «Объединённый 2000»
- Цветом выделены гонщики зачёта TCR.

| Команда                   | Автомобиль              | No.    | Гонщик              | Город           | Этапы  |
| Туринг                    | Туринг                  | Туринг | Туринг              | Туринг          | Туринг |
| ------------------------- | ----------------------- | ------ | ------------------- | --------------- | ------ |
| ЛУКОИЛ РЕЙСИНГ Тим        | Seat Leon Racer (TCR)   | 2      | Алексей Дудукало    | Химки           | Все    |
| ЛУКОИЛ РЕЙСИНГ Тим        | Seat Leon Racer (TCR)   | 4      | Роман Голиков       | Москва          | Все    |
| ЛУКОИЛ РЕЙСИНГ Тим        | Seat Leon Racer (TCR)   | 7      | Рустам Акиниязов    | Москва          | Все    |
| A.M.G. Motorsport         | BMW 320Si E46           | 11     | Антон Бадоев        | Москва          | Все    |
| A.M.G. Motorsport         | BMW 320Si E90           | 27     | Виталий Ларионов    | Москва          | Все    |
| RALF-CAR Team             | Renault Clio RS         | 22     | Андрей Артюшин      | Москва          | 2-3    |
| RALF-CAR Team             | Renault Megane RS (TCR) | 22     | Андрей Артюшин      | Москва          | 6-7    |
| Суперпродакшн             |                         |        |                     |                 |        |
| SHALUNOV Sergey           | Lada Granta Cup         | 33     | Сергей Шалунов      | Чебоксары       | 4,6    |
| NEVA MOTORSPORT           | Honda Civic Type R      | 37     | Павел Яшин          | Москва          | Все    |
| NEVA MOTORSPORT           | Honda Civic Type R      | 42     | Алексей Белоголов   | Санкт-Петербург | 2,5    |
| Юшин А.                   | Honda Civic Type R      | 38     | Андрей Юшин         | Санкт-Петербург | Все    |
| Lada Sport INNOCENTI      | Lada Granta Cup         | 43     | Владислав Незванкин | Тольятти        | Все    |
| Lada Sport INNOCENTI      | Lada Granta Cup         | 47     | Лев Толкачёв        | Москва          | Все    |
| Lada Sport INNOCENTI      | Lada Granta Cup         | 48     | Виталий Примак      | Тольятти        | 4      |
| Подмосковье моторспорт    | Honda Civic Type R      | 44     | Владислав Кубасов   | Москва          | 2,6    |
| ЗАО ТД Курганские прицепы | Lada Granta Cup         | 45     | Александр Тупицын   | Курган          | Все    |
| Subaru                    | Subaru BRZ URT          | 46     | Ефим Гантмахер      | Москва          | 6-7    |
| Subaru                    | Subaru BRZ URT          | 52     | Максим Чернёв       | Екатеринбург    | Все    |
| Subaru                    | Subaru BRZ URT          | 55     | Вадим Мещеряков     | Тольятти        | 6      |
| Subaru                    | Subaru BRZ URT          | 7      | Сергей Плужнов      | Новокуйбышевск  | 7      |
| Загумённов С.             | Lada Granta Cup         | 51     | Сергей Загумённов   | Москва          | 2-7    |
| Балашихинская УЦ ДОСААФ   | Honda Civic Type R      | 54     | Денис Качалков      | Новосибирск     | 7      |
| Syzran Racing Team        | Lada Granta Cup         | 63     | Максим Симонов      | Сызрань         | Все    |

### Туринг-Лайт
| Команда                | Автомобиль             | No. | Гонщик              | Город           | Этапы     |
| ---------------------- | ---------------------- | --- | ------------------- | --------------- | --------- |
| SK «SUVAR-MOTORSPORT»  | Renault Twingo Sport   | 2   | Ильдар Рахматуллин  | Казань          | Все       |
| SK «SUVAR-MOTORSPORT»  | Renault Twingo Sport   | 11  | Ильсур Ахметвалеев  | Казань          | 1,3-4,6-7 |
| SK «SUVAR-MOTORSPORT»  | Volkswagen Polo R2 Mk5 | 11  | Ильсур Ахметвалеев  | Казань          | 5         |
| B-Tuning               | Volkswagen Polo R2 Mk5 | 3   | Андрей Николаев     | Москва          | Все       |
| B-Tuning               | Volkswagen Polo R2 Mk5 | 10  | Сергей Рябов        | Самара          | 3-4       |
| B-Tuning               | Volkswagen Polo R2 Mk5 | 83  | Андрей Севастьянов  | Москва          | Все       |
| LADA Sport ROSNEFT     | Lada Kalina NFR        | 4   | Дмитрий Брагин      | Тольятти        | Все       |
| LADA Sport ROSNEFT     | Lada Kalina NFR        | 30  | Михаил Митяев       | Тольятти        | Все       |
| ЗЕНИТ Моторспорт       | Ford Fiesta Mk6        | 5   | Максим Белоцкий     | Москва          | 6-7       |
| ЗЕНИТ Моторспорт       | Ford Fiesta Mk5        | 5   | Максим Белоцкий     | Москва          | 4-5       |
| ЗЕНИТ Моторспорт       | Ford Fiesta Mk5        | 21  | Павел Сорочинский   | Владимир        | 1         |
| ЗЕНИТ Моторспорт       | Ford Fiesta Mk5        | 44  | Сергей Коронатов    | Санкт-Петербург | Все       |
| ПСМ-Team80             | KIA Rio R2B            | 7   | Александр Сальников | Владимир        | 1-2,4     |
| ПСМ-Team80             | KIA Rio R2B            | 12  | Николай Карамышев   | Курск           | 1-2       |
| ПСМ-Team80             | KIA Rio R2B            | 24  | Василий Кричевский  | Санкт-Петербург | 4         |
| Подмосковье Моторспорт | Volkswagen Polo R2 Mk5 | 17  | Владимир Черевань   | Орёл            | 1-5       |
| Подмосковье Моторспорт | SEAT Ibiza Mk4         | 17  | Владимир Черевань   | Орёл            | 6-7       |
| Подмосковье Моторспорт | Ford Fiesta Mk5        | 43  | Андрей Масленников  | Пушкино         | Все       |
| Оренбург Рейсинг       | KIA Rio R2B            | 19  | Родион Шушаков      | Санкт-Петербург | 7         |
| Оренбург Рейсинг       | KIA Rio R2B            | 27  | Андрей Радошнов     | Оренбург        | Все       |

### Национальный
- Михаил Митяев выступил вне зачёта, тестируя новый автомобиль, поэтому не получил очки в зачёт чемпионата.
- Мика Сало выступил вне зачёта, так как не представлял Россию, поэтому не получил очки в зачёт чемпионата.

| Команда                    | Автомобиль            | No. | Гонщик               | Город           | Этапы     |
| -------------------------- | --------------------- | --- | -------------------- | --------------- | --------- |
| B-Tuning                   | Volkswagen Polo Sedan | 1   | Мика Сало            | Хельсинки       | 7         |
| B-Tuning                   | Volkswagen Polo Sedan | 24  | Игорь Самсонов       | Москва          | Все       |
| B-Tuning                   | Volkswagen Polo Sedan | 25  | Антон Захаров        | Москва          | 3-7       |
| B-Tuning                   | Volkswagen Polo Sedan | 42  | Максим Бронин        | Москва          | 1         |
| B-Tuning                   | ВАЗ 2101              | 77  | Михаил Засадыч       | Москва          | 1-2,5-6   |
| Demfi LADA SPORT           | Lada Kalina           | 2   | Андрей Петухов       | Санкт-Петербург | 4-7       |
| Demfi LADA SPORT           | Lada Kalina           | 5   | Александр Самохвалов | Новокуйбышевск  | 4         |
| Demfi LADA SPORT           | Lada Kalina           | 6   | Михаил Митяев        | Тольятти        | 4         |
| Demfi LADA SPORT           | Lada Kalina           | 7   | Сергей Плужнов       | Новокуйбышевск  | 4         |
| Demfi LADA SPORT           | Lada Kalina           | 8   | Павел Алёшин         | Тольятти        | 5         |
| Demfi LADA SPORT           | Lada Kalina           | 9   | Юрий Аршанский       | Санкт-Петербург | 5         |
| Demfi LADA SPORT           | Lada Kalina           | 17  | Виталий Примак       | Тольятти        | 1-4,6-7   |
| Demfi LADA SPORT           | Lada Kalina           | 21  | Павел Кальманович    | Тольятти        | Все       |
| Спец-Автопласт Motor Sport | Lada Kalina           | 20  | Егор Санин           | Ульяновск       | 1-3,5,7   |
| Спец-Автопласт Motor Sport | Lada Kalina           | 2   | Роман Агошков        | Тольятти        | 1-3       |
| Спец-Автопласт Motor Sport | Lada Kalina           | 3   | Роман Агошков        | Тольятти        | 4-5       |
| Спец-Автопласт Motor Sport | Kia Rio               | 3   | Роман Агошков        | Тольятти        | 6-7       |
| СТК «ТАИФМОТОРСПОРТ»       | Lada Kalina           | 4   | Дмитрий Брагин       | Казань          | Все       |
| СТК «ТАИФМОТОРСПОРТ»       | Lada Kalina           | 87  | Марат Шарапов        | Казань          | 1,4       |
| СТК «ТАИФМОТОРСПОРТ»       | Lada Kalina           | 89  | Тимур Шигабутдинов   | Казань          | 4         |
| СТК «ТАИФМОТОРСПОРТ»       | Lada Kalina           | 48  | Айдар Нуриев         | Казань          | 1-5,7     |
| СТК «ТАИФМОТОРСПОРТ»       | Kia Rio               | 48  | Айдар Нуриев         | Казань          | 6         |
| SMP Racing Russian Bears   | Lada Kalina           | 10  | Михаил Малеев        | Самара          | 1-3       |
| SMP Racing Russian Bears   | Lada Kalina           | 91  | Булат Фатхуллин      | Казань          | 1-4,7     |
| ПСМ-Team80                 | Kia Rio               | 11  | Рафаэль Фаттахов     | Казань          | 3         |
| Альмакс Racing             | Lada Kalina           | 19  | Владимир Шешенин     | Тольятти        | Все       |
| Альмакс Racing             | Lada Kalina           | 50  | Александр Марушко    | Йошкар-Ола      | Все       |
| Bauman Motorsport          | Lada Kalina II        | 26  | Иван Лягуша          | Волгодонск      | 1-3,6     |
| Азаренков А.               | Lada Kalina           | 27  | Александр Азаренков  | Оренбург        | 4,6-7     |
| Goltsova Racing            | Lada Kalina           | 37  | Наталья Гольцова     | Ижевск          | Все       |
| Goltsova Racing            | Lada Kalina II        | 46  | Ефим Гантмахер       | Москва          | Все       |
| Парус                      | Lada Kalina           | 43  | Игорь Алексеев       | Казань          | 7         |
| Парус                      | Lada Kalina           | 56  | Василий Кораблёв     | Казань          | 1-2,4-5,7 |
| Парус                      | Lada Kalina           | 59  | Анатолий Кораблёв    | Казань          | 7         |
| ЗАО ТД Курганские прицепы  | Lada Kalina           | 45  | Александр Тупицын    | Курган          | 5         |
| Syzran Racing Team         | Lada Kalina           | 53  | Вячеслав Староверов  | Сызрань         | Все       |
| Syzran Racing Team         | Lada Kalina           | 63  | Максим Симонов       | Сызрань         | Все       |
| Сергей Дребенец            | Lada Kalina           | 57  | Сергей Дребенец      | Брянск          | 1-2,5-6   |
| СК «Тимерхан»              | KIA Rio               | 73  | Раис Минниханов      | Казань          | 4         |
| СТК «Чингисхан»            | Lada Kalina           | 76  | Ирек Миннахметов     | Казань          | 4         |
| Шарафиев Э.                | Lada Kalina           | 82  | Эдуард Шарафиев      | Октябрьский     | 4         |
| Голованов А.               | Lada Kalina           | 84  | Александр Голованов  | Бронницы        | Все       |
| Гайнуллин А.               | Lada Kalina           | 85  | Альберт Гайнуллин    | Октябрьский     | Все       |
| RHHCC Racing Team          | Volkswagen Polo Sedan | 95  | Александр Гармаш     | Москва          | 3         |
| RHHCC Racing Team          | Lada Kalina           | 95  | Александр Гармаш     | Москва          | 1-3,5-7   |
| RHHCC Racing Team          | Lada Kalina           | 96  | Дмитрий Карнаухов    | Люберцы         | 1-3,5,7   |
| Тодуа О.                   | Lada Kalina           | 97  | Олег Тодуа           | Москва          | 4         |

### Национальный-Юниор
| Команда      | Автомобиль            | No. | Гонщик           | Город      | Этапы   |
| ------------ | --------------------- | --- | ---------------- | ---------- | ------- |
| B-Tuning     | Volkswagen Polo Sedan | 25  | Глеб Кузнецов    | Москва     | Все     |
| Шин И.       | Lada Kalina           | 38  | Алексей Шин      | Йошкар-Ола | 1,4-5,7 |
| Струков С.   | Lada Kalina           | 46  | Юлия Струкова    | Курск      | Все     |
| Голованов Г. | Lada Kalina           | 84  | Сергей Голованов | Бронницы   | Все     |
| Гусев А.     | Lada Kalina           | 90  | Владислав Гусев  | Арзамас    | 1,4,7   |

## Результаты гонок
| Этап | Этап | Трасса               | Дата        | Туринг           | Суперпродакшн       | Туринг-Лайт        | Национальный      | Юниор            |
| ---- | ---- | -------------------- | ----------- | ---------------- | ------------------- | ------------------ | ----------------- | ---------------- |
| 1    | Г1   | Нижегородское Кольцо | 16 мая      | Виталий Ларионов | Владислав Незванкин | Дмитрий Брагин     | Дмитрий Брагин    | Глеб Кузнецов    |
| 1    | Г2   | Нижегородское Кольцо | 17 мая      | Алексей Дудукало | Андрей Юшин         | Михаил Митяев      | Дмитрий Брагин    | Глеб Кузнецов    |
| 2    | Г1   | Смоленское Кольцо    | 30 мая      | Алексей Дудукало | Максим Чернёв       | Андрей Севастьянов | Павел Кальманович | Глеб Кузнецов    |
| 2    | Г2   | Смоленское Кольцо    | 31 мая      | Алексей Дудукало | Лев Толкачёв        | Андрей Масленников | Егор Санин        | Глеб Кузнецов    |
| 3    | Г1   | Автодром Сочи        | 20 июня     | Алексей Дудукало | Максим Чернёв       | Ильдар Рахматуллин | Роман Агошков     |                  |
| 3    | Г2   | Автодром Сочи        | 21 июня     | Роман Голиков    | Максим Чернёв       | Андрей Радошнов    | Дмитрий Брагин    |                  |
| 4    | Г1   | Казань Ринг          | 11 июля     | Рустам Акиниязов | Максим Симонов      | Дмитрий Брагин     | Владимир Шешенин  | Юлия Струкова    |
| 4    | Г2   | Казань Ринг          | 12 июля     | Алексей Дудукало | Максим Чернёв       | Дмитрий Брагин     | Альберт Гайнуллин | Юлия Струкова    |
| 5    | Г1   | Смоленское Кольцо    | 1 августа   | Алексей Дудукало | Максим Чернёв       | Дмитрий Брагин     | Дмитрий Брагин    | Глеб Кузнецов    |
| 5    | Г2   | Смоленское Кольцо    | 2 августа   | Алексей Дудукало | Андрей Юшин         | Михаил Митяев      | Альберт Гайнуллин | Сергей Голованов |
| 6    | Г1   | Moscow Raceway       | 5 сентября  | Алексей Дудукало | Максим Симонов      | Дмитрий Брагин     | Нуриев Айдар      |                  |
| 6    | Г2   | Moscow Raceway       | 6 сентября  | Алексей Дудукало | Максим Чернёв       | Андрей Масленников | Павел Кальманович |                  |
| 7    | Г1   | Казань Ринг          | 19 сентября | Роман Голиков    | Владислав Незванкин | Ильдар Рахматуллин | Роман Агошков     | Глеб Кузнецов    |
| 7    | Г2   | Казань Ринг          | 20 сентября | Рустам Акиниязов | Максим Чернёв       | Михаил Митяев      | Роман Агошков     | Глеб Кузнецов    |

## Итоги сезона

### Личный зачёт
- Цветом выделены гонщики класса TCR.

| Место              | Гонщик               | НИЖ    | НИЖ    | СМО    | СМО    | СОЧ    | СОЧ    | КАЗ    | КАЗ    | СМО    | СМО    | МОС    | МОС    | КАЗ    | КАЗ    | Очки   |
| Туринг             | Туринг               | Туринг | Туринг | Туринг | Туринг | Туринг | Туринг | Туринг | Туринг | Туринг | Туринг | Туринг | Туринг | Туринг | Туринг | Туринг |
| ------------------ | -------------------- | ------ | ------ | ------ | ------ | ------ | ------ | ------ | ------ | ------ | ------ | ------ | ------ | ------ | ------ | ------ |
| 1                  | Алексей Дудукало     | 3      | 1      | 1      | 1      | 1      | 2      | 2      | 1      | 1      | 1      | 1      | 1      | 3      | 3      | 337    |
| 2                  | Роман Голиков        | 8      | 2      | 2      | 3      | 4      | 1      | 3      | 4      | 4      | Сход   | 3      | 3      | 1      | 2      | 225,5  |
| 3                  | Рустам Акиниязов     | 7      | Сход   | 3      | 2      | 3      | Сход   | 1      | 2      | 3      | ДСК    | 4      | 4      | 2      | 1      | 202,5  |
| 4                  | Виталий Ларионов     | 1      | 3      | 4      | 4      | 2      | 3      | Сход   | 3      | 2      | Сход   | 2      | 2      | Сход   | 4      | 188,5  |
| 5                  | Антон Бадоев         | Сход   | Сход   | 7      | 5      | 5      | 4      | 4      | 5      | 5      | 3      | Сход   | 5      | 4      | 5      | 128    |
| 6                  | Андрей Артюшин       |        |        | Сход   | 14     | 10     | 11     |        |        |        |        | 7      | Сход   | 13     | 13     | 7      |
| Суперпродакшн      |                      |        |        |        |        |        |        |        |        |        |        |        |        |        |        |        |
| 1                  | Максим Чернёв        | 5      | 5      | 5      | 11     | 6      | 5      | 10     | 6      | 6      | НКВ    | 8      | 6      | 9      | 6      | 194,5  |
| 2                  | Андрей Юшин          | 9      | 4      | 9      | 8      | Сход   | Сход   | 11     | 8      | 7      | 2      | 12     | 9      | 7      | 12     | 124,5  |
| 3                  | Владислав Незванкин  | 2      | Сход   | 6      | 7      | 7      | 9      | 8      | Сход   | Сход   | 4      | Сход   | 14     | 5      | 11     | 115,5  |
| 4                  | Максим Симонов       | 4      | 8      | Сход   | 12     | 8      | 8      | 5      | 7      | 8      | ДСК    | 5      | 15     | 10     | Сход   | 114,5  |
| 5                  | Лев Толкачёв         | 6      | Сход   | 10     | 6      | 9      | 6      | 7      | ДСК    | 9      | Сход   | 13     | 13     | 6      | 9      | 105    |
| 6                  | Павел Яшин           | 10     | 6      | 8      | 15     | Сход   | 10     | Сход   | 11     | 9      | 5      | 11     | 7      | 14†    | 8      | 97     |
| 7                  | Ефим Гантмахер       |        |        |        |        |        |        |        |        |        |        | 10     | 11     | 8      | 7      | 63     |
| 8                  | Александр Тупицын    | 11     | 7      | 11     | 10     | Сход   | Сход   | 9      | 9      | 11     | 6      | 14     | 12     | Сход   | Сход   | 56     |
| 9                  | Сергей Шалунов       |        |        |        |        |        |        | 6      | Сход   |        |        | 6      | 10     |        |        | 37     |
| 10                 | Сергей Загумённов    |        |        | Сход   | 9      | НС     | 7      | Сход   | Сход   | НС     | Сход   | Сход   | 8      | Сход   | Сход   | 28,5   |
| 11                 | Денис Качалков       |        |        |        |        |        |        |        |        |        |        |        |        | 11     | 10     | 24     |
| 12                 | Вадим Мещеряков      |        |        |        |        |        |        |        |        |        |        | 9      | 16     |        |        | 12     |
| 13                 | Виталий Примак       |        |        |        |        |        |        | НС     | 10     |        |        |        |        |        |        | 10     |
| 14                 | Сергей Плужнов       |        |        |        |        |        |        |        |        |        |        |        |        | 12     | НС     | 6      |
| 15                 | Алексей Белоголов    |        |        | НС     | НС     |        |        |        |        | Сход   | 7      |        |        |        |        | 5      |
| 16                 | Владислав Кубасов    |        |        | Сход   | 13     |        |        |        |        |        |        | НС     | Сход   |        |        | 2      |
| Туринг-Лайт        |                      |        |        |        |        |        |        |        |        |        |        |        |        |        |        |        |
| 1                  | Дмитрий Брагин       | 1      | 3      | 2      | 9      | Сход   | ДСК    | 1      | 1      | 1      | 2      | 1      | 2      | 6      | 10     | 217    |
| 2                  | Ильдар Рахматуллин   | 6      | 2      | 7      | 3      | 1      | 3      | 4      | 6      | 3      | 8      | 5      | 3      | 1      | 8      | 198    |
| 3                  | Михаил Митяев        | 5      | 1      | 6      | 6      | 6      | 6      | 2      | Сход   | 10     | 1      | 2      | НС     | 8      | 1      | 177,5  |
| 4                  | Андрей Николаев      | Сход   | 7      | 4      | 2      | 2      | 5      | 6      | 3      | 2      | 3      | 6      | 10     | 3      | 6      | 165,5  |
| 5                  | Андрей Масленников   | 2      | Сход   | 3      | 1      | 10     | 2      | 3      | 10     | 6      | 7      | 9      | 1      | 4      | 11     | 154    |
| 6                  | Андрей Севастьянов   | 4      | 10†    | 1      | 4      | 5      | Сход   | 8      | 2      | 9      | 5      | 8      | 7      | 9      | 4      | 132    |
| 7                  | Владимир Черевань    | 3      | 5      | 9      | Сход   | 3      | 9      | 5      | 7      | 7      | 4      | 4      | 4      | 5      | 7      | 126    |
| 8                  | Андрей Радошнов      | Сход   | 6      | 8      | 7      | 4      | 1      | Сход   | Сход   | Сход   | Сход   | 3      | 8      | 2      | 12     | 102,5  |
| 9                  | Ильсур Ахметвалеев   | 10     | Сход   |        |        | 9      | 8      | 11     | Сход   | 4      | 6      | 10     | 5      | 10     | 3      | 63,5   |
| 10                 | Максим Белоцкий      |        |        |        |        |        |        | 10     | 9      | 5      | НС     | 7      | 6      | Сход   | 5      | 42     |
| 11                 | Сергей Коронатов     | 7      | 9      | Сход   | Сход   | 8      | 7      | 12     | 8      | 8      | 9      | 11     | 9      | НС     | 9      | 33     |
| 12                 | Сергей Рябов         |        |        |        |        | 7      | 4      | 9      | 4      |        |        |        |        |        |        | 32     |
| 13                 | Николай Карамышев    | Сход   | 4      | 5      | 5      |        |        |        |        |        |        |        |        |        |        | 32     |
| 14                 | Родион Шушаков       |        |        |        |        |        |        |        |        |        |        |        |        | 7      | 2      | 28,5   |
| 15                 | Василий Кричевский   |        |        |        |        |        |        | 7      | 5      |        |        |        |        |        |        | 16     |
| 16                 | Александр Сальников  | 8      | НС     | 10     | 8      |        |        | Сход   | Сход   |        |        |        |        |        |        | 9      |
| 17                 | Павел Сорочинский    | 9      | 8      |        |        |        |        |        |        |        |        |        |        |        |        | 6      |
| Национальный       |                      |        |        |        |        |        |        |        |        |        |        |        |        |        |        |        |
| 1                  | Дмитрий Брагин       | 1      | 1      | 3      | Сход   | Сход   | 1      | 5      | 16     | 1      | 3      | 4      | 3      | 11     | 5      | 188    |
| 2                  | Владимир Шешенин     | 5      | 6      | 2      | 7      | 8      | 8      | 1      | 14     | 2      | 2      | Сход   | 16     | 4      | 4      | 160,5  |
| 3                  | Айдар Нуриев         | 3      | 5      | 7      | 2      | 5      | Сход   | 4      | 13     | Сход   | 4      | 1      | 2      | 3      | 10     | 154,5  |
| 4                  | Альберт Гайнуллин    | 7      | 3      | 4      | 6      | 16     | 2      | 9      | 1      | 3      | 1      | 5      | 14     | 14     | 6      | 153    |
| 5                  | Павел Кальманович    | Сход   | 10     | 1      | 3      | 4      | 7      | 3      | 2      | 5      | 5      | 12     | 1      | 6      | 11     | 152,5  |
| 6                  | Роман Агошков        | 2      | Сход   | 11     | Сход   | 1      | 4      | Сход   | 3      | Сход   | 13     | ДСК    | Сход   | 1      | 1      | 150,5  |
| 7                  | Егор Санин           | 4      | 2      | 15     | 1      | 18     | 3      |        |        | Сход   | 6      |        |        | 5      | 2      | 120    |
| 8                  | Василий Кораблёв     | 13     | 9      | 10     | 4      |        |        | 2      | 6      | 4      | Сход   |        |        | 2      | 12     | 80     |
| 9                  | Наталья Гольцова     | 6      | 4      | 5      | 10     | 3      | 6      | 16     | 5      | 6      | ДСК    | Сход   | Сход   | 8      | 13     | 79     |
| 10                 | Ефим Гантмахер       | 11     | 7      | 6      | 12     | 7      | 11     | 11     | 4      | 9      | 8      | 13     | 4      | 13     | 9      | 58     |
| 11                 | Игорь Самсонов       | 15     | 12     | 8      | 14     | 2      | 5      | Сход   | 12     | 8      | Сход   | 16*    | 7      | 5      | Сход   | 45,5   |
| 12                 | Александр Голованов  | 21     | Сход   | 17     | 8      | 10     | 12     | 7      | 17     | 7      | 7      | 3      | НС     | Сход   | 16     | 39     |
| 13                 | Андрей Петухов       |        |        |        |        |        |        | Сход   | Сход   | 19     | 9      | 2      | Сход   | 7      | 8      | 38     |
| 14                 | Максим Симонов       | 9      | Сход   | 18     | 5      | 11     | 19     | 10     | 8      | 12     | 11     | 14     | 5      | 15     | Сход   | 31     |
| 15                 | Виталий Примак       | 8      | 8      | Сход   | 13     | 12     | 10     | 12     | 9      |        |        | 7      | 15     | 22     | 17     | 19     |
| 16                 | Антон Захаров        |        |        |        |        | 9      | 9      | Сход   | Сход   | Сход   | 18     | 6      | 6      | Сход   | ДСК    | 18     |
| 17                 | Марат Шарапов        | 16     | 11     |        |        |        |        | Сход   | Сход   |        |        |        |        | 9      | 7      | 15     |
| 18                 | Тимур Шигабутдинов   |        |        |        |        |        |        | 6      | Сход   |        |        |        |        |        |        | 8      |
| 19                 | Вячеслав Староверов  | 10     | 15     | 13     | 11     | Сход   | 13     | 19     | 10     | 11     | Сход   | 15     | 8      | 17     | 15     | 7      |
| 20                 | Рафаэль Фаттахов     |        |        |        |        | 8      | Сход   |        |        |        |        |        |        |        |        | 4      |
| 21                 | Сергей Дребенец      | 18     | 17     | 16     | 16     |        |        |        |        | 17     | 14     | 9      | 9      |        |        | 4      |
| 22                 | Александр Марушко    | 14     | 16     | Сход   | Сход   | 14     | 17     | 13     | 20     | 20     | ДСК    | 8      | 12     | Сход   | 22     | 4      |
| 23                 | Михаил Малеев        | Сход   | 13     | 9      | 9      | 15     | 14     |        |        |        |        |        |        |        |        | 4      |
| 24                 | Павел Алёшин         |        |        |        |        |        |        |        |        | 10     | 10     |        |        |        |        | 2      |
| 25                 | Михаил Засадыч       | 12     | Сход   | 12     | 17     |        |        |        |        | 14     | 12     | 10     | 11     |        |        | 1      |
| 26                 | Булат Фатхуллин      | 20     | Сход   | 14     | НС     | Сход   | Сход   | 18     | 11     |        |        |        |        | 16     | 18     | 1      |
| 27                 | Александр Гармаш     | 19     | Сход   | 19     | 19     | 17     | 16     |        |        | 15     | 16     | 11     | 10     | 19     | 19     | 1      |
| 28                 | Игорь Алексеев       |        |        |        |        |        |        |        |        |        |        |        |        | 12     | 14     | 0      |
| 29                 | Дмитрий Карнаухов    | 22     | 18     | 20     | 15     | 13     | 15     |        |        | 16     | 17     |        |        | 20     | 21     | 0      |
| 30                 | Юрий Аршанский       |        |        |        |        |        |        |        |        | 13     | 15     |        |        |        |        | 0      |
| 31                 | Иван Лягуша          | НС     | Сход   | НС     | 18     | Сход   | 18     |        |        |        |        | Сход   | 13     |        |        | 0      |
| 32                 | Ирек Миннахметов     |        |        |        |        |        |        | 14     | Сход   |        |        |        |        |        |        | 0      |
| 33                 | Александр Азаренков  |        |        |        |        |        |        | 20     | 15     |        |        | Сход   | Сход   | 21     |        | 0      |
| 34                 | Раис Минниханов      |        |        |        |        |        |        | 15     | Сход   |        |        |        |        |        |        | 0      |
| 35                 | Максим Бронин        | 17     | 14     |        |        |        |        |        |        |        |        |        |        |        |        | 0      |
| 36                 | Олег Тодуа           |        |        |        |        |        |        | 17     | Сход   |        |        |        |        |        |        | 0      |
| 37                 | Александр Самохвалов |        |        |        |        |        |        | 21     | 18     |        |        |        |        |        |        | 0      |
| 38                 | Анатолий Кораблёв    |        |        |        |        |        |        |        |        |        |        |        |        | 18     | 20     | 0      |
| 39                 | Александр Тупицын    |        |        |        |        |        |        |        |        | 18     | Сход   |        |        |        |        | 0      |
| 40                 | Сергей Плужнов       |        |        |        |        |        |        | Сход   | 19     |        |        |        |        |        |        | 0      |
| 41                 | Эдуард Шарафиев      |        |        |        |        |        |        | Сход   | НС     |        |        |        |        |        |        | 0      |
| -                  | Мика Сало            |        |        |        |        |        |        |        |        |        |        |        |        | Сход   | 3      | -      |
| -                  | Михаил Митяев        |        |        |        |        |        |        | 8      | 7      |        |        |        |        |        |        | -      |
| Национальный-Юниор |                      |        |        |        |        |        |        |        |        |        |        |        |        |        |        |        |
| 1                  | Глеб Кузнецов        | 1      | 1      | 1      | 1      |        |        | 3      | 2      | 1      | 3      |        |        | 1      | 1      | 129,75 |
| 2                  | Юлия Струкова        | 3      | 2      | 3      | 2      |        |        | 1      | 1      | 2      | 2      |        |        | 5      | 3      | 96,75  |
| 3                  | Сергей Голованов     | НС     | НС     | 2      | 3      |        |        | 4      | 4      | 4      | 1      |        |        | 2      | 4      | 72,5   |
| 4                  | Алексей Шин          | 4      | 4      |        |        |        |        | 5      | 3      | 3      | Сход   |        |        | 3      | 2      | 56,75  |
| 5                  | Владислав Гусев      | 2      | 3      |        |        |        |        | 2      | Сход   |        |        |        |        | 4      | 5      | 39     |

- Гонщик не финишировал, но был классифицирован, так как прошёл 75 % дистанции.

### Командный зачёт
| Место         | Гонщик               | НИЖ    | НИЖ    | СМО    | СМО    | СОЧ    | СОЧ    | КАЗ    | КАЗ    | АДМ    | АДМ    | МОС    | МОС    | КАЗ    | КАЗ    | Очки   |
| Туринг        | Туринг               | Туринг | Туринг | Туринг | Туринг | Туринг | Туринг | Туринг | Туринг | Туринг | Туринг | Туринг | Туринг | Туринг | Туринг | Туринг |
| ------------- | -------------------- | ------ | ------ | ------ | ------ | ------ | ------ | ------ | ------ | ------ | ------ | ------ | ------ | ------ | ------ | ------ |
| 1             | ЛУКОИЛ РЕЙСИНГ Тим   | 3      | 1      |        |        |        |        |        |        |        |        |        |        |        |        | 65     |
| 1             | ЛУКОИЛ РЕЙСИНГ Тим   | 8      | 2      |        |        |        |        |        |        |        |        |        |        |        |        | 65     |
| 2             | A.M.G. Motorsport    | 1      | 3      |        |        |        |        |        |        |        |        |        |        |        |        | 40     |
| 2             | A.M.G. Motorsport    | Сход   | Сход   |        |        |        |        |        |        |        |        |        |        |        |        | 40     |
| Суперпродакшн |                      |        |        |        |        |        |        |        |        |        |        |        |        |        |        |        |
| 1             | Lada Sport INNOCENTI | 2      | Сход   |        |        |        |        |        |        |        |        |        |        |        |        | 37     |
| 1             | Lada Sport INNOCENTI | 6      | Сход   |        |        |        |        |        |        |        |        |        |        |        |        | 37     |
| 2             | NEVA MOTORSPORT      | 10     | 6      |        |        |        |        |        |        |        |        |        |        |        |        | 23     |

## Отчёт

### Первый этап
Первую квалификацию «Туринга» в новом сезоне выиграли два гонщика СЕАТа на новых машинах класса TCR — Дудукало взял поул, вторым стал Роман Голиков, третьим — Виталий Ларионов на БМВ. В «Суперпродакшне» первым по итогам квалификации стал Максим Симонов на «Ладе», следом на такой же машине расположился на старте Владислав Незванкин, а Андрей Юшин на «Хонде» показал третий результат. В «Туринг-Лайте» первая четвёрка в квалификации представляла четыре разных автопроизводителя. Дмитрий Брагин, будучи пилотом заводской команды «Лада» и впервые представивший на кольцевой трассе второе поколение «Калины», показал лучшее время, действующий чемпион европейского туринга Николай Карамышев на «Киа Рио» был лишь на одну десятую секунды медленнее, третьим (с отставанием всего 0,051 секунды от Карамышева) стал Андрей Масленников на «Форд Фиеста». Четвёртым и пятым стали партнёры по команде «B-Tuning» Андрей Николаев и Андрей Севастьянов (оба — на «Фольксваген Поло»). Дмитрий Брагин, совмещавший выступления в «Туринг-Лайте» и «Национальном», чуть позже завоевал и второй поул, но теперь уже в более «младшем» классе. Роман Агоршков и Владимир Шешенин стали вторым и третьим. В новом первенстве «Национальный-Юниор» приняли участие пять гонщиков. Лишь два боевых круга в квалификации провёл Сергей Голованов прежде чем сошёл, но и самого первого времени ему хватило, чтобы завоевать поул-позицию. Юлия Струкова квалифицировалась второй, третьим стал единственный гонщик на «Фольксвагене Поло» Глеб Кузнецов.
На старте первой гонки «Объединённого 2000» вперёд вырвались три «Сеата» — Дудукало, Голиков и Акиниязов, а на четвёртое место вырвался гонщик «Суперпродакшна» Максим Симонов. Не удался старт Антону Бадоеву — он потерял довольно много позиций. Но вскоре стал накрапывать дождь и оба пилота «A.M.G.Motorsport» решили уже в конце первого круга заехать в боксы, чтобы сменить резину на дождевую. Алексей Дудукало же сменил резину лишь по окончании пяти кругов, за это время трасса заметно намокла, поэтому в итоге Ларионову удалось фактически выйти в лидеры за счёт верной тактики. На десятом круге из шестнадцати на трассе появилась машина безопасности, так как Антон Бадоев потерял колесо на своём БМВ и остановился прямо посреди трассы. Когда машина безопасности ушла с трассы за два круга до финиша, между Ларионовым и Дудукало было сразу несколько гонщиков класса «Суперпродакшн». В итоге победу одержал Виталий Ларионов, Владислав Незванкин на «Гранте» из «Суперпродакшна» финишировал вторым в абсолюте, за ним клетчатый флаг увидел Алексей Дудукало.
На старте «Туринг-лайта» Масленников прошёл Карамышева, Брагин уверенно захватил лидерство. Однако ближе кфинишу борьба за лидерство возобновилась. Николай Карамышев не смог завершить дистанцию и сошёл за три круга до финиша из-за сгоревшего мотора, пропустив на подиум Владимира Череваня, который позаимствовал у команды B-Tuning «Фольксваген Поло» так как в ходе тренировок на его «Сеат Ибица» оказался повреждён двигатель. За два круга до конца гонки Масленников прошёл Брагина, но спустя ещё один круг произошёл обратный размен позициями. В результате на финише гонщики расположились в следующем порядке: Брагин, Масленников, Черевань, Севастьянов, Митяев.
В «Национальном» первая тройка уверенно стартовала и доехала до финиша в порядке Брагин-Агошков-Нуриев, хотя в конце гонки Брагин из-за собственной ошибки чуть было не упустил лидерство. Санин финишировал четвёртым, Шешенин — пятым. Позади ближе к концу заезда шла борьба между Гайнуллиным, Кальмановичем и Гольцовой. Гайнуллин ошибся и пропустил соперников вперёд, а Кальманович сошёл из-за технических проблем, поэтому шестой в итоге финишировала Гольцова, седьмым — Гайнуллин.
Стартовать в первой в истории гонке класса «Национальный-Юниор» не смог обладатель поул-позиции Сергей Голованов — после проблем в квалификации его автомобиль не удалось подготовить к гонке. На старте, который был дан с ходу, на первом ряду в одиночестве оказалась Юлия Струкова, второй ряд заняли Глеб Кузнецов на «Поло» и Владислав Гусев. Именно Гусеву лучше всего удался старт — он вышел на первое место уже к концу стартовой прямой. Кузнецов не без контакта прошёл Струкову и вышел на второе место в первой связке поворотов. В середине гонки гонщики шли довольно спокойно, борьба ожесточилась лишь под конец, когда тройка лидеров находилась довольно близко друг к другу, и уже на заключительном круге произошёл обгон в споре за лидерство — на первое место вышел Глеб Кузнецов.
Второй гоночный день открыл заезд класса «Национальный-Юниор». Четверо вчерашних финишёров стартовали в обратном порядке, но довольно быстро победитель первого заезда Глеб Кузнецов вышел вперёд и уверенно лидировал до финиша, а позади происходила активная контактная борьба. В итоге второй финишировала Юлия Струкова, третьим — Владислав Гусев.
Захватывающей и напряжённой выдалась вторая гонка «Туринг-Лайта». С третьего места должен был стартовать Александр Сальников, но команда решила переставить двигатель с его машины на автомобиль Николая Карамышева. Первым гонку начал Ильсур Ахметвалеев, но старт у него не удался и он пропустил в лидеры своего партнёра по команде Ильдара Рахматуллина. Ахметвалеев в ходе гонки терял позицию за позицией и в итоге сошёл из-за технических неполадок. В то же время из конца стартового поля прорывались Брагин и Карамышев, а на второе место вышел Михаил Митяев. Митяев долго атаковал Рахматуллина в борьбе за лидерство, пока не прошёл в середине гонки, допустив при этом контакт. На третьем месте шёл победитель первой гонки Брагин, но его поджимал сзади Андрей Севастьянов. Во время одной из своих атак Севастьянов повредил радиатор и вынужден был завершить гонку. Победу снова одержал гонщик «Лады», но на этот раз им стал Михаил Митяев. Рахматуллин финишировал вторым, победитель субботней гонки Брагин — третьим. Николай Карамышев и Владимир Черевань финишировали следом, причём обгон в этой паре произошёл на самом последнем круге. Остальные гонщики отстали намного.
На старте второй гонки класса «Объединённый 2000» произошёл инцидент с участием нескольких машин. У Максима Симонова на «Ладе» срезало привод и он не смог принять старт достаточно быстро, в итоге получил сзади удар от представителя «Туринга» Рустама Акиниязова. В столкновении также пострадал Владислав Незванкин. Незванкин и Акиниязов не смогли продолжить гонку, а вот Симонов на одном ведущем колесе и с сильно повреждённым кузовом довёл гонку до финиша, пусть и с отставанием в несколько кругов. Лучше всего же старт удался Роману Голикову, но спустя некоторое время Алексей Дудукало захватил лидерство. Вскоре вновь не повезло Антону Балоеву — после разворота в борьбе с соперников он не смог продолжить гонку и вновь сошёл. Так как его автомобиль остановился прямо на трассе, выехал автомобиль безопасности. После того, как гонка была возобновлена, развернулась борьба за лидерство в категории «Суперпродакшн» между Юшиным, Толкачёвым и Чернёвым. Одна из попыток обгона завершилась контактом между Юшиным и Толкачёвым, а Чернёв был вынужден съехать с гоночного полотна, чтобы не столкнуться с соперниками. Автомобиль Толкачёва после этого инцидента был повреждён и не смог продолжить гонку. Победу в «Туринге» одержал Дудукалов, Голиков и Ларионов доехали до подиума, в «Суперпродакшне» победу одержал Юшин, Чернёв финишировал вторым, Яшин — третьим, сильно от них отстал Турицын, в нескольких круга позади финишировал пострадавший в стартовом столкновении Симонов.
Как всегда много борьбы было во второй гонке «Национального». Впервые в истории РСКГ для этого класса был применён принцип реверсивной решётки и поэтому победитель первой гонки Дмитрий Брагин был вынужден прорываться вперёд десятой стартовой позиции, но это не помешало ему выиграть вторую гонку подряд и показать лучшее время круга, хотя довольно долго в числе лидеров держался Альберт Гайнуллин, но проблемы с коробкой передач не позволили ему эффективно разгонять автомобиль на выходе из поворотов. Под конец гонки Гайнуллин стал терять темп и началась борьба за второе место между ним, Егором Саниным, Натальей Гольцовой и Айдаром Нуриевым. В итоге Санин завоевал «серебро» в гонке, Гайнулину пришлось довольствоваться «бронзой».

### Второй этап
В квалификации «Объединённого 2000» вновь СЕАТЫ были быстрее БМВ — Акиниязов взял поул, Дудукало и Голиков квалифицировались вторым и третьим. Владислав Незванкин стал быстрейшим среди гонщиков класса «Суперпродкашн». Максим Симонов и Андрей Юшин показали времена чуть хуже. Очень близкие времена показала тройка лидеров квалификации «Туринг-Лайта»: Дмитрий Брагин оказался быстрее Андрея Николаева на 0,043 секунды, а Николаев опередил своего напарника по команде Андрея Севастьянова на 0,005 секунды. В «Национальном» лучшее время показал Павел Кальманович, вторым и третьим стали Дмитрий Брагин и Владимир Шешенин. В юниорском первенстве на этом этапи выступили лишь трое участников, в квалификации «Фольксваген» опередил обе «Лады» — Глеб Кузнецов оказался быстрее Сергея Голованова и Юлии Струковой.
Первая гонка «Туринга» вновь началась с аварии на старте с участием «Лады» Максима Симонова. Рустам Акиниязов уже на первом круге пропустил на первое место Алексея Дудукало. Затем из-за собственной ошибки он потерял и второе место, пропустив вперёд Романа Голикова. На финиш четвёрка быстрейших в «Туринге» пришла в следующем порядке: Дудукало-Голиков-Акиниязов-Ларионов. Борьба за лидерство в «Суперпродакшне» была намного более ожесточённой, не обходилось и без контактов. В итоге свою первую победу в российском кольце одержал Максим Чернёв на «Субару». Владислав Незванкин на «Ладе» стал вторым.
В субботней гонке класса «Туринг-Лайт» гонщики разделились на две группы, в обеих борьба шла со старта до финиша, гонщики неоднократно менялись позициями. Лидером долго шёл стартовавший первым Брагин, но его всё же опередил Севастьянов. Третьим финишировал Андрей Масленников, который большую часть гонки шёл чуть позади лидеров, но затем к ним приблизился, и воспользовавшись ошибкой Андрея Николаева, попал на пьедестал почёта. Радошнов пересёк финишную черту пятым, но судьи назначили ему 30-секундный штраф и он откатился на восьмую позицию, уступив места в итоговом протоколе Карамышеву, Митяеву и Рахматуллину.
В «Национальном» за лидерство на протяжении всей гонки боролись четверо пилотов, наиболее успешным из них стал Павел Кальманович, Владимир Шешенин финишировал вторым, следом за ним финишную черту пересекли лидер чемпионата Дмитрий Брагин и гонщик из Удмуртии Альберт Гайнуллин. Чуть позади группы лидеров разыгралась борьба за пятое место, также сопровождавшаяся большим количеством обгонов. На финиш пятой приехала Наталья Гольцова.
В юниорском первенстве Глеб Кузнецов опоздал на стартовую решётку и потому стартовал не первым, а третьим. В первом повороте вперёд вырвалась Юлия Струкова, но затем допустила ошибку и пропустила Сергея Голованова вперёд, а затем её обогнал ещё и Глеб Кузнецов. Кузнецов догнал Голованова и в затяжном последнем повороте уже на первом круге прошёл того в споре за лидерство. Фактически, на этом борьба между гонщиками завершилась и оставшиеся семь кругов они проехали в следующем порядке: Кузнецов — Голованов — Струкова. В воскресной гонке юниорского первенства гонщики стартовали в обратном порядке, в последнем повороте первого круга Глеб Кузнецов обогнал Сергея Голованова, в первом повороте третьего круга прошёл и Юлию Струкову. Далее гонщики продолжили гонку в неизменном порядке. Очередную победу одержал Глеб Кузнецов, Юлия Струкова и Сергей Голованов финишировали за ним.
Во второй гонке «Туринг-Лайта» неудачно стартовал обладатель поула Александр Сальников, сразу откатившийся в середину пелотона, а в лидеры вышли Владимир Черевань и Ильдар Рахматуллин. Пока позади них шла борьба за третье место, двое лидеров обеспечили себе неплохой отрыв, но на пятом круге техника подвела шедшего первым Череваня и он вынужден был сойти. Рахматуллин сперва уверенно лидировал, пока шедших позади гонщиков сдерживал Михаил Митяев, но затем Митяев стал терять позиции и за Рахматуллиным устремились сразу несколько гонщиков. В итоге гонку выиграл Андрей Масленников на «Форд Фиеста», вторым финишировал Андрей Николаев на «Фольксвагене», Рахматуллин поднялся на низшую ступень подиума, сдержав атаки Андрея Севастьянова. Лидер чемпионата Брагин на старте допустил очевидный фальстарт и был вынужден отбыть штраф в виде проезда по пит-лейн, в результате чего он финишировал последним — девятым.
Перед началом второго заезда «Объединённый 2000» организаторы соревнований приняли решение отменить реверсивный старт второй гонки в этом заезде, чтобы обеспечить безопасность, ведь иначе во второй гонке почти всегда будут стартовать более медленные автомобили класса «Суперпродакшн». Однако такое решение отрицательно повлияло на интригу в заезде, ведь автомобили «Сеат» на практике оказались быстрее БМВ. Но на старте Ларионов на БМВ довольно быстро тронулся с места, но упёрся в «Сеаты» и не смог отыграть позиции, к тому же в первом повороте у него произошёл контакт с «Субару» Чернёва. Тройка «Сеатов» устремилась вперёд, Ларионов бросился их догонять, причём в середине гонки он шёл даже быстрее гонщиков команды «Лукоил Рейсинг Тим» и на протяжении пары кругов прессинговал Акиниязова. Но затем Акиниязов увеличил темп, подобрался к шедшему вторым Роману Голикову, дождался его ошибки и обогнал в борьбе за второе место. Гонку выиграл Алексей Дудукало. В «Суперпродакшне» Максим Чернёв после контакта с Виталием Ларионовым откатился назад, за лидерство боролись представители команды «Innocenti Lada Sport» и в этой борьбе Лев Толкачёв переиграл Владислава Незванкина. Гонщики команды «Курганские прицепы» соревновались друг с другом за третье место, но их догнал и затем прошёл Андрей Юшин на «Хонде», а Сергей Загумённов и Александр Тупицын довольствовались четвёртой и пятой позицией соответственно.
Воскресная гонка «Национального» вновь сопровождалась большим количеством борьбы, а победу в итоге одержал Егор Санин, стартовавший пятнадцатым, Айдар Нуриев начал гонку четвёртым, а завершил вторым, а победитель субботнего заезда Кальманович, по правилу реверсивного старта стартовавший десятым, попал на низшую ступень подиума.

### Третий этап
Третий этап прошёл совместно с международной серией TCR, североевропейской Формулой-4, чемпионатом «Mitjet», но при этом среди заездов РСКГ не проводилась гонка «Национального-Юниор», так как с целью снижения финансовых затрат гонщики этой категории проводят на два этапа меньше, чем участники «взрослых» категорий. Двое участников РСКГ решили совместить выступления в российском первенстве и в международной серии TCR. Так, за рулём Honda Civic команды WestCoast Racing дебютировал гонщик «Туринг-Лайта» Ильдар Рахматуллин, заменив украинца Игоря Скуза, но ещё интереснее заявка Алексея Дудукало за команду Team Craft-Bamboo Lukoil, ведь Алексей не только являлся на тот момент лидером российской серии TCR и класса «Туринг» (одержав три победы из четырёх возможных), но и в качестве боевой машины в обоих чемпионатах использовал один и тот же Seat Leon TCR. Таким образом, его автомобилю предстояло преодолеть за одни гоночные выходные четыре гонки — две в российской и две в международной серии TCR.
Команда ПСМ-Team80, выступающая в классе «Туринг-Лайт», пропустила этап в полном составе, зато в эту категорию вернулся Сергей Рябов (команда B-Tuning). В классе «Национальный» не принял участие Михаил Засадыч на ВАЗ-2101, зато вернулись Игорь Самсонов и Антон Захаров, выступающие за команду B-Tuning и заявился Рафаэль Фаттахов на Kia Rio.
Любопытно, что поул-позицию в классе «Национальный» завоевал гонщик, который в 2015 году дебютировал в профессиональном автоспорте — Игорь Самсонов. В «Туринг-Лайте» квалификацию выиграл Ильдар Рахматуллин. В 2014 году он выиграл обе гонки в этом классе на Сочи Автодроме, а в 2015 дебютирует в международной TCR. В классе Туринг лучшим в квалификации вновь стал Алексей Дудукало, но на этот раз БМВ смогла навязать борьбу СЕАТам и второе время показал Виталий Ларионов, представляющий именно этого производителя. В «Суперпродакшне» протокол возглавил Максим Чернёв на «Субару».
Старт первой гонки «Объединённого 2000» уверенно принял Алексей Дудукало, неплохо стартовал с третьей позиции и Виталий Ларионов, обогнавший Рустама Акиниязова. Первые несколько кругов Ларионову пришлось обороняться от атак двух СЕАТов Акиниязова и Голикова в то время как Алексей Дудукало наращивал отрыв. Но затем Ларионову удалось набрать неплохой темп даже по сравнению с лидером и к финишу гонщики пришли с солидными отрывами в следующем порядке: Дудукало — Ларионов — Акиниязов — Голиков — Бадоев. В классе «Суперпродакшн» победу одержал Максим Чернёв.
В «Туринг-Лайте» гонщики со старта начали активные действия, предпринимали множество атак. Старт Выиграл Рахматуллин, за ним ехали Черевань и Масленников, а на четвёртое место прорвался с последнего лидер чемпионата Дмитрий Брагин, который схлестнулся в сражении с Масленниковым, произошёл контакт и гонщики откатились назад, пропустив на третье место Андрея Николаева. Первая тройка стала понемногу отъезжать, а позади накал борьбы не стихал, решающим стал эпизод, когда Брагин, Митяев и Масленников пытались войти в поворот втроём, произошло столкновение, в котором больше всего пострадали гонщики «Лады» — Брагин получил повреждения и вскоре сошёл, а Митяев проколол колесо и вынужден был заехать на замену колеса на пит-лейн. Из-за остановившейся на трассе «Лады» Брагина, судьи выпустили автомобиль безопасности. Эвакуация машины длилась довольно долго и Митяев смог догнать гонщиков до рестарта, а после рестарта включиться в борьбу вновь, чтобы в итоге финишировать шестым, при том что гонщикам оставалось лишь два боевых круга. За это время Андрей Радошнов успел отправить в стену автомобиль Андрея Масленникова. Идущий вторым Черевань предпринял атаку на лидера Рахматуллина в последнем повороте, гонщики столкнулись, но Рахматуллин смог пересечь финишную черту первым, завоевав третью подряд победу в «Туринг-Лайте» на Сочи Автодроме из трёх возможных. А «Фольксваген Поло» Череваня получил повреждения и доехал до финиша накатом и лишь третьим, пропустив вперёд Андрея Николаева. Радошнов и Севастьянов финишировали четвёртым и пятым.
Игорь Самсонов уверенно провёл старт первой гонки «Национального», но допустил ошибку на выходе из затяжного третьего поворота, в результате соперники приблизились и Самсонов к концу первого круга потерял несколько позиций, а в лидеры выбрался Дмитрий Брагин, но ненадолго, ведь в конце первого круга его прошёл Роман Агошков, а на стартовой прямой — Альберт Гайнуллин. Во втором повороте между тройкой лидеров пошла борьба за первую позицию, не обошлось без контактов, а как итог Брагин вернул себе лидерство и оставался первым до третьего круга, когда его вновь прошёл Агошков. На пятом круге Агошков немного оторвался от Брагина, Гайнуллина и Самсонова, которые боролись за вторую позицию, Брагин и Гайнуллин столкнулись и на второе место вышел Самсонов, а Брагин с Гайнуллиным потеряли некоторое время и им пришлось обороняться от атак Кальмановича и Фаттахова, но недолго — дали знать повреждения после столкновения и оба гонщика сошли. После этого вся борьба за позиции происходила в глубине пелетона, Агошков же уверенно лидировал, Самсонов обезопасил свою вторую позицию, а Наталья Гольцова впервые в сезоне поднялась на подиум.
Во второй гонке «Туринг-Лайта» старт уверенно выиграл Андрей Масленников, а за вторую позицию боролась едва ли не половина участников заезда, в этой борьбе преуспел Андрей Радошнов, который смог даже немного отъехать от соперников. Наиболее ярко выглядела борьба между партнёрами по заводской команде «Лада» Дмитрием Брагиным и Михаилом Митяевым. Андрей Севастьянов попытался воспользоваться этой борьбой и влезть между двумя жёлто-оранжевыми машинами, но между ним и Брагиным произошёл контакт и Севастьянов врезался в стену, сильно повредив свой «Фольксваген». На трассу выехал автомобиль безопасности, нейтрализовав отрывы Масленникова и Радошнова. После рестарта борьбу за лидерство повели Черевань и Радошнов, Рахматуллин вырвался на третью позицию, а Масленников откатился с первого места на четвёртое, но затем он вновь начал прорыв наверх. Вторую часть гонки активно провёл Дмитрий Брагин, но он не обратил вовремя внимание на вынесенное ему наказание за столкновение с Севастьяновым и был в итоге дисквалифицирован. Гонка ознаменовалась первой в истории РСКГ победой «Киа» — Андрей Радошнов увидел клетчатый флаг первым, Андрей Масленников отыграл пару позиций и финишировал вторым, третьим финишировал Ильдар Рахматуллин. Впервые Рахматуллину не удалось выиграть гонку «Туринг-Лайта» в Сочи.